# Kreuzabnahme (Notre-Dame-en-Vaux)

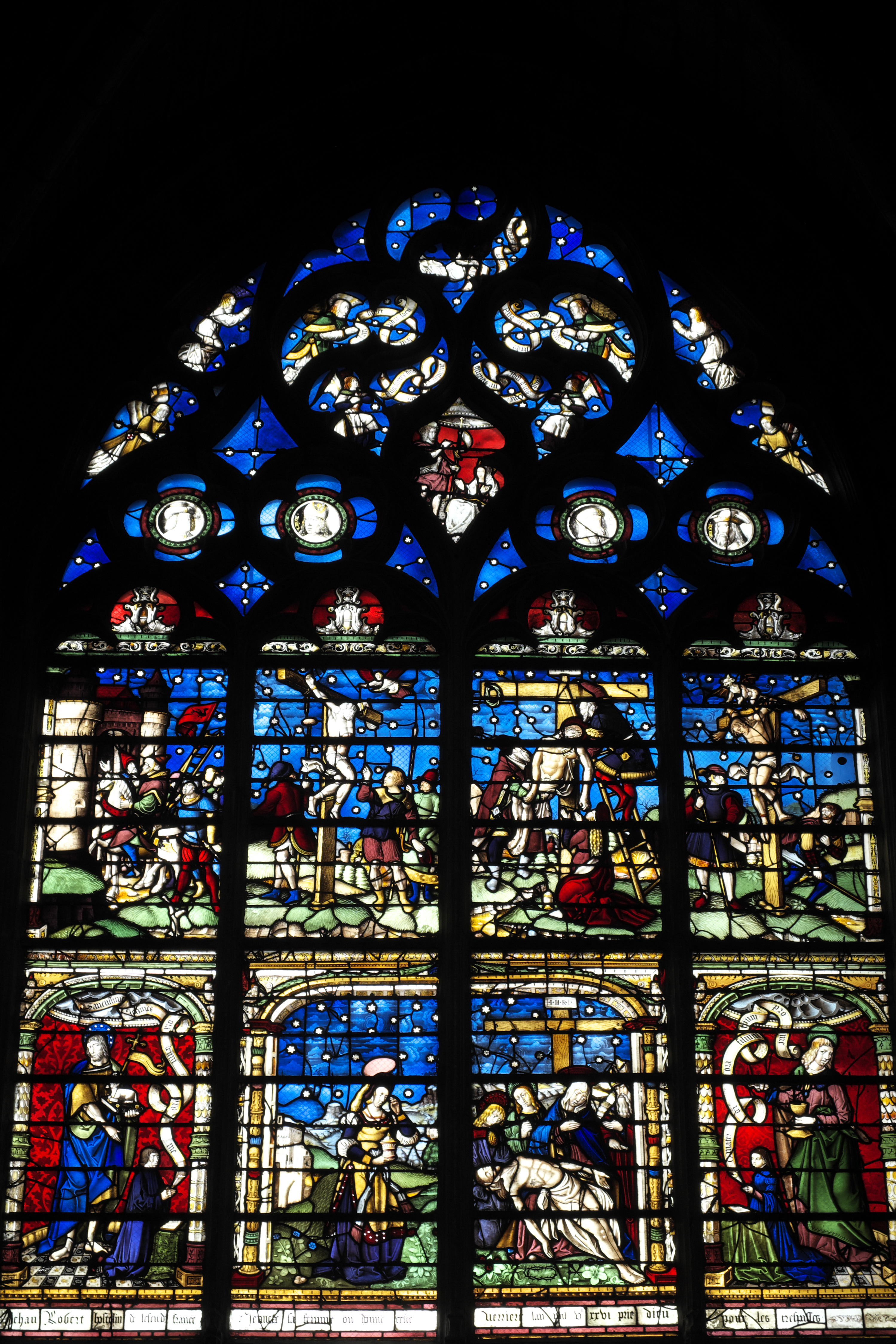
Fenster Kreuzabnahme

Das Bleiglasfenster Kreuzabnahme in der katholischen Pfarrkirche Notre-Dame-en-Vaux in Châlons-en-Champagne, einer französischen Stadt in der Region Grand Est, wurde 1526 geschaffen. Das Renaissancefenster ist seit 1840 als Monument historique klassifiziert.

## Geschichte
Das 4,50 Meter hohe und drei Meter breite Fenster Nr. 19 (nach dem Schema von Corpus Vitrearum Medii Aevi) wurde von Jean Robert und seiner Frau Jeanne gestiftet, denen die Herberge L'Écu de France in der Rue Léon-Bourgeois (früher Rue Saint-Jacques) gehörte. Die Grabplatte von Jean Robert († 21. Dezember 1527) befindet sich am Boden unterhalb dieses Fensters, das ein Werk eines unbekannten Meisters ist.

## Beschreibung
Neben der Kreuzabnahme (oben Mitte) durch Josef von Arimathäa und Nikodemus werden noch folgende Szenen dargestellt:
- der Hohepriester kehrt nach Jerusalem zurück (oben, links außen)
- die Seele des reuigen Schächers wird von einem Engel geholt (links von der Kreuzabnahme, zur Rechten Jesu)
- die Seele des bösen Schächers wird vom Teufel geholt (rechts von der Kreuzabnahme, zur Linken Jesu)
- Beweinung Christi (unten Mitte)
- im unteren Teil des Fensters ist links außen die kniende Stifterin mit dem heiligen Johannes dem Täufer und rechts außen der kniende Stifter mit dem heiligen Johannes (ihren Namenspatronen) zu sehen.

In zentraler Stelle im Maßwerk ist Christus, der Maria Magdalena erscheint, umgeben von Engeln dargestellt. Darunter sind die Köpfe von Pontius Pilatus, Kajaphas, Hannas und Herodes zu sehen.

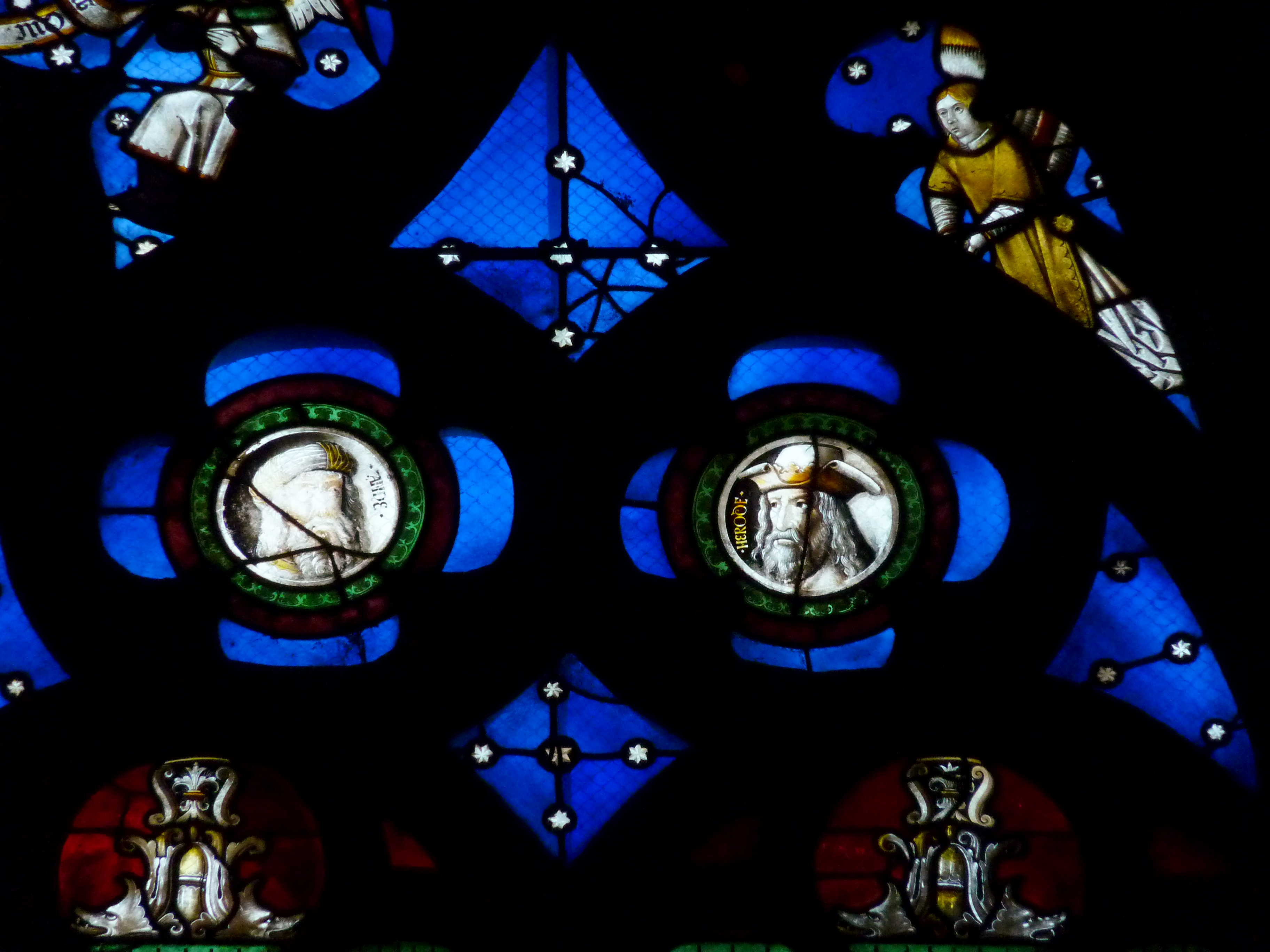
Hannas und Herodes
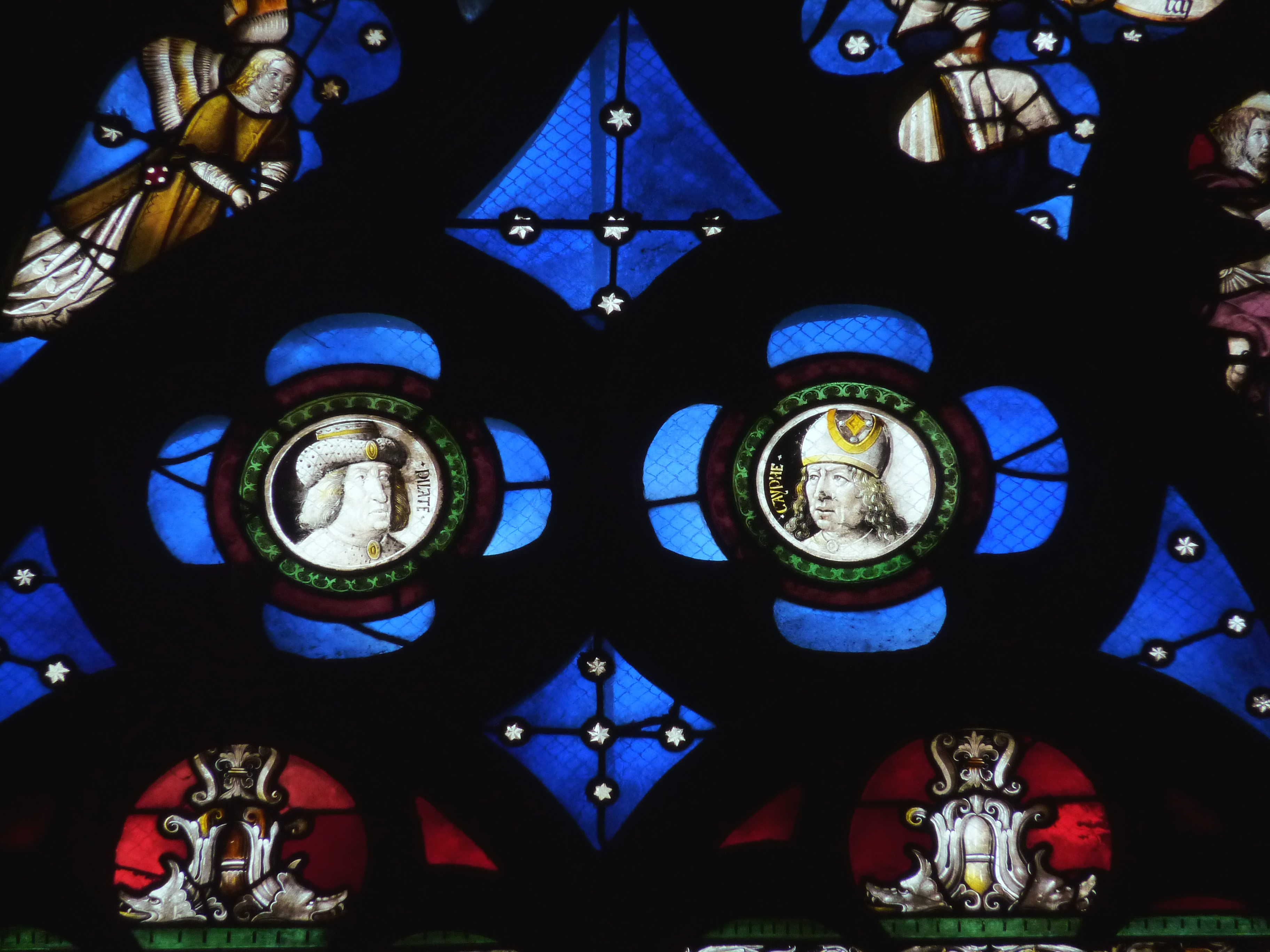
Pilatus und Kajaphas

## Weitere Fenster in derselben Kirche
- Schlacht von Clavijo (Notre-Dame-en-Vaux)
- Verherrlichung der Jungfrau (Notre-Dame-en-Vaux)
- Leben der Jungfrau (Notre-Dame-en-Vaux)
- Geburt Jesu (Notre-Dame-en-Vaux)